# Too Hood
A Too Hood Monica amerikai énekesnő második kislemeze harmadik, All Eyez on Me című stúdióalbumáról.
A dalt 2002 szeptemberében jelentették meg, az album második kislemezeként, miután az első, az All Eyez on Me csak közepes sikert aratott. A Too Hood azonban még kevésbé lett sikeres, így videóklipet sem készítettek hozzá. A két kislemez kedvezőtlen fogadtatása miatt az album csak Japánban jelent meg; a többi piac számára Monica átdolgozta és After the Storm címen jelentette meg 2003-ban A Too Hood felkerült az album egyes kiadásaihoz járó bónusz-CD-re.

## Számlista
12" maxi kislemez
1. Too Hood (Radio edit) – 3:55
2. Too Hood (Radio edit – without rap) – 3:23
3. Too Hood (Instrumental) – 3:55
4. Too Hood (Call out hook) – 1:14

12" maxi kislemez (USA)
1. Too Hood (Radio Mix) – 4:03
2. Too Hood (Instrumental) – 4:03
3. Too Hood (Radio Mix) – 4:03
4. Too Hood (Instrumental) – 4:03

## Helyezések
| Slágerlista (2003)                    | Legmagasabb helyezés |
| ------------------------------------- | -------------------- |
| USA Billboard Hot R&B/Hip-Hop Sales   | 61                   |
| USA Billboard Hot R&B/Hip-Hop Singles | 111                  |